# Kinessoumdi
Kinessoumdi est une localité située dans le département de Bouroum de la province du Namentenga dans la région Centre-Nord au Burkina Faso. 

## Géographie
Kinessoumdi se trouve à 5 km au nord-ouest de Koulhoko, à 10 km au sud-ouest de Bouroum, le chef-lieu du département, et à 40 km au nord-ouest de Tougouri.

## Économie
L'économie du village est essentiellement agro-pastorale.

## Éducation et santé
Le centre de soins le plus proche de Kinessoumdi est le centre de santé et de promotion sociale (CSPS) de Koulhoko tandis que le centre médical (CM) de la province se trouve à Tougouri.
Kinessoumdi possède une école primaire publique.